# Филип фон Хенеберг
Филип фон Хенеберг-Рьомхилд (на немски: Philipp von Henneberg-Röhmild; * 1430; † 26 януари 1487, Бамберг) от Дом Хенеберг, фамилията на графовете на Хенеберг-Рьомхилд-Ашах, е княжески епископ на Бамберг (1475 – 1487).

## Биография
Той е вторият син на граф Георг фон Хенеберг-Рьомхилд († 1465) и втората му съпруга Йохана (Йоханета) фон Насау-Саарбрюкен-Вайлбург († 1481]]), дъщеря на граф Филип I фон Насау-Саарбрюкен-Вайлбург († 1429) и първата му съпруга Анна фон Хоенлое-Вайкерсхайм († 1410). Брат е на Фридрих II (1429 – 1488), граф на Хенеберг-Ашах-Рьомхилд (1465 – 1488), и Бертхолд фон Хенеберг (1442 – 1504), архиепископ на Майнц (1484 – 1504).
На 28 март 1476 г. Филип фон Хенеберг дава пазарно право на Лудвигшоргаст. През 1478 г. всички евреи са изгонени от епископството.